# کانگر (مینه‌سوتا)
کانگر، مینه‌سوتا (به انگلیسی: Conger, Minnesota) یک شهر در ایالات متحده آمریکا است که در مینه‌سوتا واقع شده‌است.

## خصوصیات
کانگر ۰٫۳۱ کیلومترمربع مساحت و ۱۴۶ نفر جمعیت دارد و ۳۹۴ متر بالاتر از سطح دریا واقع شده‌است.